# 有耙鯨口魚
有耙鯨口魚，為輻鰭魚綱鯨頭魚目倣鯨科的其中一種，分布於全球三大洋海域，屬深海魚類，棲息深度650-3400公尺，體長可達12.8公分。